# Mariana Handler
Mariana Handler (Östersund, 30 aprile 1980) è un'ex fondista svedese.

## Biografia
In Coppa del Mondo esordì l'11 marzo 1998 a Falun (54ª) e ottenne l'unico podio il 26 novembre 2000 a Beitostølen (3ª).
In carriera prese parte a due edizioni dei Campionati mondiali (5ª in staffetta a Lahti 2001 il miglior risultato).

## Palmarès

### Coppa del Mondo
- Miglior piazzamento in classifica generale: 60ª nel 2004
- 1 podio (a squadre[1]):
  - 1 terzo posto